# Tomeu Matamalas Grimalt
Tomeu Matamalas Grimalt (Manacor, 1952) és un cantant i escriptor mallorquí que ja havia enregistrat un disc en català quan formava part del grup Amigos.
Cap a la meitat dels vuitanta del segle xx forma part, amb Francesc Cortès, del grup Calabruix, que enregistra un àlbum (Som, 1986) amb dotze temes propis lírics, reivindicatius i crítics i una musicació d'un poema de Blai Bonet ("Escola graduada").
L'any 1991 publicà un disc en solitari (Missatges en clau) on es revela com a melodista, intèrpret i lletrista.
L'any 1998 col·labora amb el grup Gom Teatre en un espectacle (Poeta en bicicleta) sobre poemes i cançons del desaparegut Guillem d'Efak, espectacle que dona peu el mateix any a un CD homònim, seguit d'un altre espectacle i CD (A doble espai, amb poemes de Miquel Àngel Riera i Damià Huguet) el 1999.
L'any 2003 publica el seu primer llibre, Les rares pedres fines, Premi Blai Bellver de narrativa d'aquell mateix any. Editorial Bromera.
L'any 2006 surt la seva segona obra escrita Bel Canto amb la qual assoleix el Premi de Lloseta també de narrativa. Editorial Moll.
L'any 2009 guanya ex aequo el Premi Pollença de Narrativa amb L'illa d'Antígona. El Gall Editor.
L'any 2012 publica Paradise of Love. Editorial Món de Llibres.